# 時鐘座TW
時鐘座TW，又名CP-57 513，HD 20234、SAO 233037、HR 977，是時鐘座的一颗恒星，视星等为5.74，位于銀經273.3，銀緯-50.9，其B1900.0坐标为赤經3h 10m 1.1s，赤緯-57° -50.9′ 45″。